# Grodzkie Szczepanowięta
Grodzkie Szczepanowięta – wieś w Polsce położona w województwie podlaskim, w powiecie wysokomazowieckim, w gminie Kulesze Kościelne.
Zaścianek szlachecki Szczepanowięta należący do okolicy zaściankowej Grodzkie położony był w drugiej połowie XVII wieku w powiecie brańskim ziemi bielskiej województwa podlaskiego. W latach 1975–1998 miejscowość administracyjnie należała do województwa łomżyńskiego.
Wierni kościoła rzymskokatolickiego należą do parafii św. Bartłomieja Apostoła w Kuleszach Kościelnych.

## Historia
Grodzkie Stare, Grodzkie Nowe i Grodzkie Szczepanowięta otrzymały nazwę od niedalekiego grodu jaki istniał nad rzeczką Rokitnicą w pobliżu wsi Wnory.
Spis podatkowy z roku 1580 informuje, że Ślachetny Walenty syn Michała Grodzkiego płacił podatek z 15 włók we wsi Grodzkie oraz z 8 włók szlacheckich od części Szczepanowskiej. W tym czasie był to dział ziemi. W następnych latach został zasiedlony przez Grodzkich stając się drobnoszlachecką wsią.
Wzmiankowani Grodzcy:
- Stanisław Grodzki pisarz ziemski bielski żyjący w końcu XVI w.
- XVII w. - Paweł, komornik ziemski, bielski.
- połowa XVIII wieku - we wsi mieszkał Szymon, skarbnik ziemski, bielski
- w roku 1680 pewien Drohojowski zarzucił Janowi Grodzkiemu pochodzenie nieszlacheckie. Jan udowodnił je w następujący sposób: Jan, dziedzic wsi Grodzkie, w podlaskiem, h. Rola, z różą i trzema lemieszami, miał dwóch synów: 1) Erazma Macieja, którego syn Jan Tomasz, pozostawił syna Macieja i 2) Jana, po którym syn Jan, z Męczyńskiej miał syna Wojciecha, żonatego z Katarzyną z Paprockich, córką Jana, a wnuczką Piotra, dziedzica Paprotnej, h. Hołowy cum signo gladii et pennis strutionis, z której oczyszczający się Jan[10].

W 1827 r. we wsi 13 domów i 81 mieszkańców.
Pod koniec XIX w. Słownik geograficzny Królestwa Polskiego i innych krajów słowiańskich informuje, że miejscowość leży w powiecie mazowieckim, gmina Chojany parafia Kulesze.
W roku 1891 w Grodzkich-Szczepanowiętach naliczono 17 gospodarzy pochodzenia szlacheckiego. Uprawiali prawie 100 ha ziemi. Średnie gospodarstwo o powierzchni 5,6 ha.
W okresie międzywojennym wieś liczyła kilkanaście domów mieszkalnych.